# Niccolo Giolfino

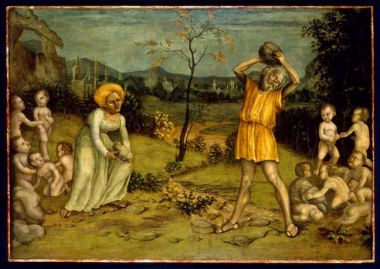
Mito de Deucalión y Pirra, Indiana University Art Museum.

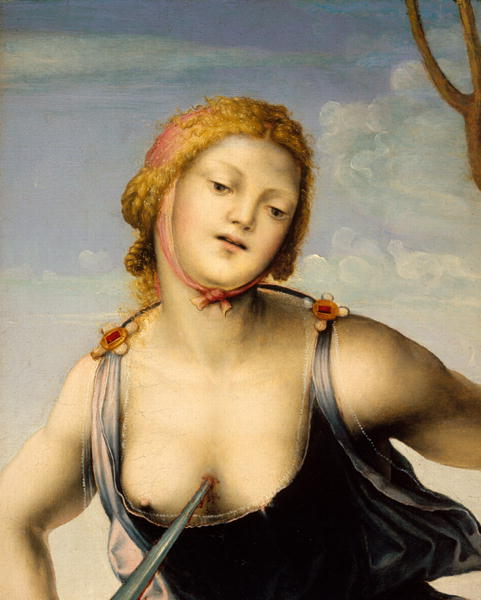
Lucrecia, Oberlin College, Ohio.

Niccolò o Nicola Giolfino (Verona, 1476 - Verona, 1555), fue un pintor italiano del Renacimiento.
Nacido en una familia de escultores activa en Verona durante los siglos XV y XVI, su padre fue Nicola Giolfino (nacido hacia 1450). Realizó su aprendizaje en el taller de Liberale da Verona, donde coincidió con Giovanni Francesco Caroto, entre otros. El y su hermano Paolo Giolfino, también pintor, fueron amigos de Andrea Mantegna, que se alojó en la casa de Niccolò cerca de la Porta de' Borsari durante su estancia en Verona. Como agradecimiento, decoró con frescos la fachada exterior de la vivienda.
Su arte es una mera imitación del de su maestro, manteniendo sus rasgos quattrocentistas sin ningún viso de evolución. Al contrario, su calidad es prácticamente artesanal. Obra suya es un Pentecostés (Santa Anastasia, Verona, 1518).
Alumno suyo fue el pintor Paolo Farinati.

## Obras destacadas
- Virgen con niño (Museo de Castelvecchio, Verona)
- Virgen con San Mateo y San Jerónimo (Madonna del Priore de' Caliari, Museo de Castelvecchio, Verona)
- Juicio de San Augusto (Museo de Castelvecchio, Verona)
- Martirio de Santa Agüeda (Museo de Castelvecchio, Verona)
- Virgen en gloria con santos (Museo de Castelvecchio, Verona)
- Santos Erasmo y Jorge (Santa Anastasia, Verona)
- Asunción de la Virgen (Santa Maria in Organo, Verona)
- Pentecostés (1518, Santa Maria della Scala, Verona)